# جون هال تومسون
جون هال تومسون هو سياسي كندي، ولد في 1810، وتوفي في 27 أكتوبر 1893. حزبياً، نشط في الحزب الليبرالي الكندي. وقد انتخب عضو مجلس العموم الكندي.